# Rochester Rhinos Stadium
El Rochester Rhinos Stadium, conocido anteriormente como PAETEC Park, Estadio Marina Auto y Sahlen's Stadium, es un estadio de fútbol ubicado en la ciudad de Rochester, Nueva York en los Estados Unidos. Actualmente es el estadio local de los Rochester Raging Rhinos de la United Soccer League y del Western New York Flash de la National Women's Soccer League. Allí jugaron anteriormente los Rochester Rattlers de lacrosse.
Tiene una capacidad de 17.500 espectadores y fue inaugurado en 2005.